# 侧岭乡
侧岭乡，是中华人民共和国广西壮族自治区河池市金城江区下辖的一个乡镇级行政单位。

## 行政区划
侧岭乡下辖以下地区：
侧岭社区、拉合村、九良村、塘甫村、塘子村和拉腊村。